# همدان (خداآفرین)
همدان یکی از روستاهای استان آذربایجان شرقی است. که در دهستان کیوان بخش مرکزی شهرستان خداآفرین واقع شده‌است.